# Trolltjärnen (Norrbärke socken, Dalarna, 667892-147510)
Trolltjärnen är en sjö i Smedjebackens kommun i Dalarna och ingår i Norrströms huvudavrinningsområde.